# Baie Rensellaer
La baie Rensellaer ou Rensselaer est une baie du Groenland.